# Eva Müller (Journalistin, 1979)

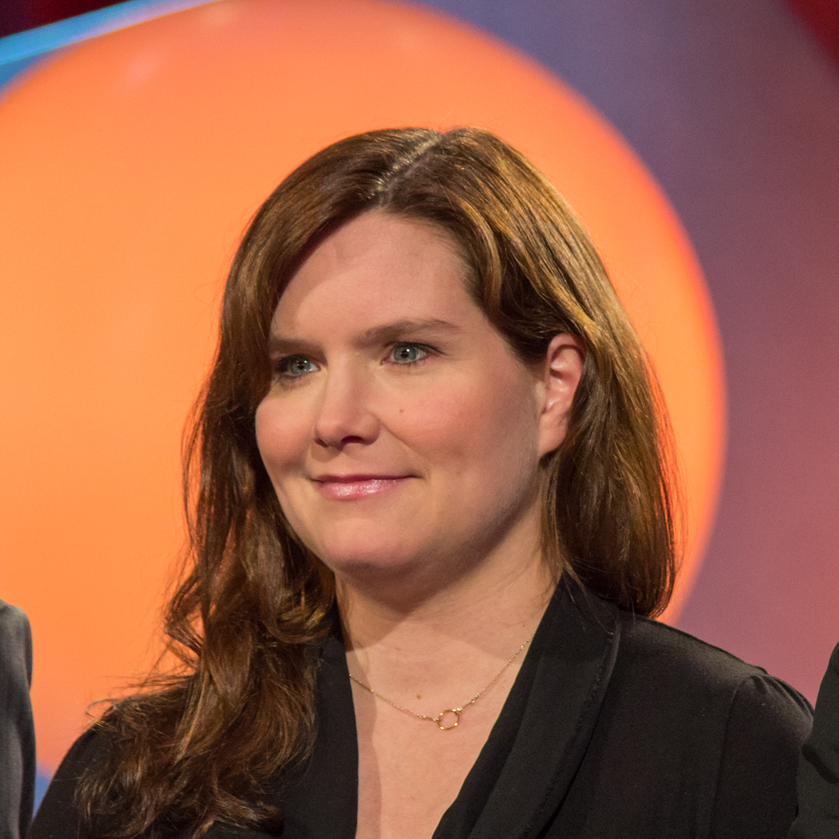
Eva Müller beim Hanns-Joachim-Friedrichs-Preis 2013

Eva Müller (* 1979 in Bonn) ist eine deutsche Journalistin und Buchautorin.

## Leben und Wirken
Nach ihrem Abitur studierte Eva Müller Geschichte, Öffentliches Recht und Linguistik in Tübingen und Marseille. Im Anschluss volontierte sie beim Westdeutschen Rundfunk in Köln. Seit 2005 arbeitet sie als freie Journalistin und Redakteurin vor allem für die WDR/ARD-Dokumentations-Redaktionen Die Story und Aktuelle Dokumentation sowie das ARD-Politmagazin Monitor. Seit 2017 leitet sie das btf/WDR-Projekt docupy.
Für ihre Filme wurde sie u. a. mit dem Deutschen Fernsehpreis, dem CNN Award „Journalist of the Year“, dem Hanns-Joachim-Friedrichs-Preis (Förderpreis) und dem Grimme-Preis ausgezeichnet.
Ihre Bücher Gott hat hohe Nebenkosten (2013) und Richter Gottes (2016) waren Bestseller.

## Filme (Auswahl)
- 2006: Abgehängt (ARD/WDR) mit Juliane Fliegenschmidt und Julia Friedrichs
- 2007: Die Hartz 4 Schule, Teil 1 und 2 (WDR/SWR/ARD)
- 2008: Die Armutsindustrie (ARD/WDR)
- 2009: Mädchenarrest (ARD/WDR)
- 2010: Beamte (WDR)
- 2010: Frau Meissner vom Jugendamt (ARD/WDR)
- 2011: Die letzte Loveparade (ARD/WDR) mit Maik Bialk
- 2011: Acht Türken, ein Grieche und eine Polizistin – Die Opfer der Rechtsterroristen (ARD/RBB/NDR/WDR) mit Matthias Deiß und Anne Kathrin Thüringer
- 2012: Der Fall von Adolf Sauerland (WDR)
- 2013: Gott hat hohe Nebenkosten – Wer wirklich für die Kirchen zahlt (ARD/WDR)[5]
- 2014: Zwischen Chaos und Krieg – Wer zerstört die Ukraine? (ARD/WDR) mit Tina Hassel, Udo Lielischkies, Bettina Scharkus und Stephan Stuchlik[6]
- 2015: Richter Gottes (ARD/WDR)[7]
- 2016: Adolf Sauerland. Ein Mann, kein Wort? (WDR)[8]
- 2017: Herr und Frau Petry (ARD/NDR/SWR)[9]
- 2018: Heer, Stahl und Sturm – Wer Nazis verteidigt (ARD/WDR)[10]
- 2018: Meine Täter, die Priester (WDR)[11]
- 2018: docupy: Ungleichland (ARD/WDR/Netflix)[12]
- 2019: docupy: Heimatland (ARD/WDR/Netflix)
- 2020: docupy: Neuland (ARD/WDR/Netflix)
- 2021: Shiny Flakes – The Teenage Drug Lord (Netflix)[13]

## Bücher
- 2009: Deutschland dritter Klasse (Hoffmann und Campe) mit Julia Friedrichs und Boris Baumholt
- 2013: Gott hat hohe Nebenkosten (Kiepenheuer & Witsch)
- 2016: Richter Gottes – Die geheimen Prozesse der Kirchen (Kiepenheuer & Witsch)

## Preise und Nominierungen
- 2007: Ludwig-Erhard-Förderpreis für Wirtschaftspublizistik für Abgehängt
- 2007: Axel-Springer-Preis, 1. Platz Beste Fernsehreportage für Abgehängt
- 2008: Deutscher Fernsehpreis, Förderpreis für Die Hartz IV-Schule
- 2008: Ravensburger Medienpreis für Ab nach Paris
- 2009: Nominierung Adolf-Grimme-Preis für Die Armutsindustrie
- 2010: Deutsch-Französischer Journalistenpreis, Nachwuchspreis für Ab nach Paris
- 2012: Journalistenpreis „Rechtsextremismus im Spiegel der Medien“ für Acht Türken, ein Grieche und eine Polizistin – Die Opfer der Rechtsterroristen
- 2013: Nominierung Adolf-Grimme-Preis für Gott hat hohe Nebenkosten
- 2013: CNN Journalist Award für Acht Türken, ein Grieche und eine Polizistin – Die Opfer der Rechtsterroristen
- 2013: Auszeichnung „CNN Journalist of the Year“, 2013 gemeinsam mit Matthias Deiß (RBB) und Anne Kathrin Thüringer (NDR)
- 2013: Hanns-Joachim-Friedrichs-Preis, Förderpreis
- 2018: Otto-Brenner-Preis für das Projekt docupy: Ungleichland[14]
- 2018: Nominierung Deutscher Regiepreis für Heer, Stahl und Sturm – Wer Nazis verteidigt
- 2019: Nominierung Deutscher Fernsehpreis beste Dokumentation für Heer, Stahl und Sturm – Wer Nazis verteidigt[15]
- 2019: Journalistin des Jahres, Reportage national (Platz 2), für Heer, Stahl und Sturm und docupy (Medium Magazin)[16]
- 2019: Adolf-Grimme-Preis für docupy: Ungleichland[17]
- 2021: Journalistin des Jahres, Reportage national (Platz 3), für Shinyflakes (Medium Magazin)